# Плотинная (станция, Алтайский край)
Плоти́нная — населённый пункт (тип: станция) в Каменском районе Алтайского края России; посёлок при станции Плотинная Западно-Сибирской железной дороги. Находится в городском подчинении г. Камня-на-Оби и входит в городское поселение город Камень-на-Оби.
Население пристанционного посёлка падает с 1997 года .

## География
Находится на правом берегу Оби, немного выше начала Новосибирского водохранилища, в 11 километрах от города Камня-на-Оби, в 210 км от Барнаула.

## Название
Название посёлка Плотинная произошло вследствие начала планируемого строительства плотины ГЭС через Обь в районе Камня-на-Оби в 1960-х годах.

## История
В 1960-х годах на месте станции возвели посёлок для строителей плотины. Со временем решение о строительстве плотины было заморожено, но сам посёлок остался.

## Население
| 1997 | 1998 | 1999 | 2000 | 2001 | 2002 | 2003 | 2004 | 2005 |
| ---- | ---- | ---- | ---- | ---- | ---- | ---- | ---- | ---- |
| 954  | ↘950 | ↘940 | ↘890 | ↘883 | ↘849 | ↗860 | ↘850 | ↘830 |
| 2006 | 2007 | 2008 | 2009 | 2010 | 2011 | 2012 | 2013 | 2014 |
| ↘790 | ↘787 | ↗797 | ↗801 | ↘762 | ↘747 | ↗765 | ↘764 | ↗770 |
| 2015 | 2016 | 2017 | 2018 | 2019 | 2020 | 2021 |      |      |
| ↘751 | ↘746 | ↘730 | ↘714 | ↘708 | ↘684 | ↘495 |      |      |

## Промышленность
Основным и самым крупным предприятием посёлка является щебёночный завод.

## Транспорт
Развит автомобильный и железнодорожный транспорт. В посёлке находится железнодорожная станция Плотинная.